# Bartha Elek
Bartha Elek (Budapest, 1956. március 24. –) magyar néprajzkutató, folklorista.

## Tanulmányai
1975-ben kezdte meg tanulmányait a debreceni Kossuth Lajos Tudományegyetem bölcsésztudományi karán, ahol 1980-ban szerzett diplomát.

## Pályafutása
Az egyetem elvégzése után a néprajzi tanszéken maradt tanítani, egyetemi docens. 1998-tól tanszékvezető, majd megszervezte a néprajztanári képzést. 1993-tól 1998-ig dékánhelyettes, 2001-től dékán. Az Ethnographia c. szaklap főszerkesztője (2003). 1990-ben a néprajztudományok kandidátusa, 2002-től az MTA doktora. Kutatási területe a hiedelmek, népszokások, vallásosság témaköre.

## Főbb művei
- A hitélet néprajzi vizsgálata egy zempléni faluban; KLTE, Debrecen, 1980 (Studia folkloristica et ethnographica)
- Házkultusz. A ház a magyar folklórban; KLTE, Debrecen, 1986 (Studia folkloristica et ethnographica)
- Vallásökológia. Szakrális ökoszisztémák szerveződése és működése a népi vallásosságban; Ethnica, Debrecen, 1992
- Halotti búcsúztatók a dél-gömöri falvak folklórjában, 1-2.; KLTE, Debrecen, 1995
- Kérdőív görögkatolikus vallásos néphagyományok gyűjtéséhez; KLTE, Debrecen, 1998 (A Kossuth Lajos Tudományegyetem Néprajzi Tanszékének kérdőívei)
- Szvit zvicsajiv greko-katolicskih szvjat; ukránra ford. Berta E. T.; s.n., Uzsgorod, 2007
- 1956 a néphagyományban; szerk. Bartha Elek, Keményfi Róbert, Marinka Melinda; DE Néprajzi Tanszék, Debrecen, 2009 (Studia folkloristica et ethnographica)
- A víz kultúrája; szerk. Bartha Elek, Keményfi Róbert, Lajos Veronika; DE Néprajzi Tanszék, Debrecen, 2010 (Studia folkloristica et ethnographica)
- "A burgonyától a szilvafáig". Tanulmányok a hetvenéves Kósa László tiszteletére; szerk. Bartha Elek; Debreceni Egyetem Néprajzi Tanszék., Debrecen, 2012 (Studia folkloristica et ethnographica)
- Ünnepek, ünnepkörök történelmi és néprajzi vonatkozásai; szerk. Bartha Elek, Csiszár Imre, Forisek Péter; DE Néprajzi Tanszék, Debrecen, 2013 (Studia folkloristica et ethnographica)
- A néprajztudomány professzora. Gunda Béla (1911–1994); szerk. Bartha Elek; DE Néprajzi Tanszék, Debrecen, 2015 (Studia folkloristica et ethnographica)
- Bihari Nagy Éva–Bartha Elek–Keményfi Róbert: Műveltség és hagyomány. Hon- és népismeret pedagógus továbbképzés; Debreceni Egyetemi, Debrecen, 2015 (Szaktárnet-könyvek)
- Megszentelt tájak vonzásában; DE Néprajzi Tanszék, Debrecen, 2017 (Studia folkloristica et ethnographica)
- Szent hajlékodnak népe. A görögkatolikus szakrális és felekezeti terek etnográfiája; MTA-DE Néprajzi Kutatócsoport–DE Néprajzi Tanszék, Debrecen, 2019 (Studia folkloristica et ethnographica)

## Családja
Nagyapja pándi Bede István (1885–1956) testnevelőtanár, főgimnáziumi tanár, édesanyja Bede Anna költő, műfordító.
Nős, két gyermek édesapja (András, Éva).

## Díjai
- Debrecen Város Csokonai-díja (2014)[2]
- A Magyar Érdemrend tisztikeresztje (2021)